# カヴァイヨン
カヴァイヨン （Cavaillon、オック語プロヴァンサル方言:Cavalhon）は、フランス、プロヴァンス＝アルプ＝コート・ダジュール地域圏、ヴォクリューズ県のコミューン。

## 地理
デュランス川谷に位置し、谷を見下ろすサン＝ジャックの丘の上にある。東はリュベロン山地、南西はアルピーユ山地に面する。
デュランス川とカラヴォン川に挟まれており、コミューン内をサン＝ジュリアン運河が通る。

## 交通

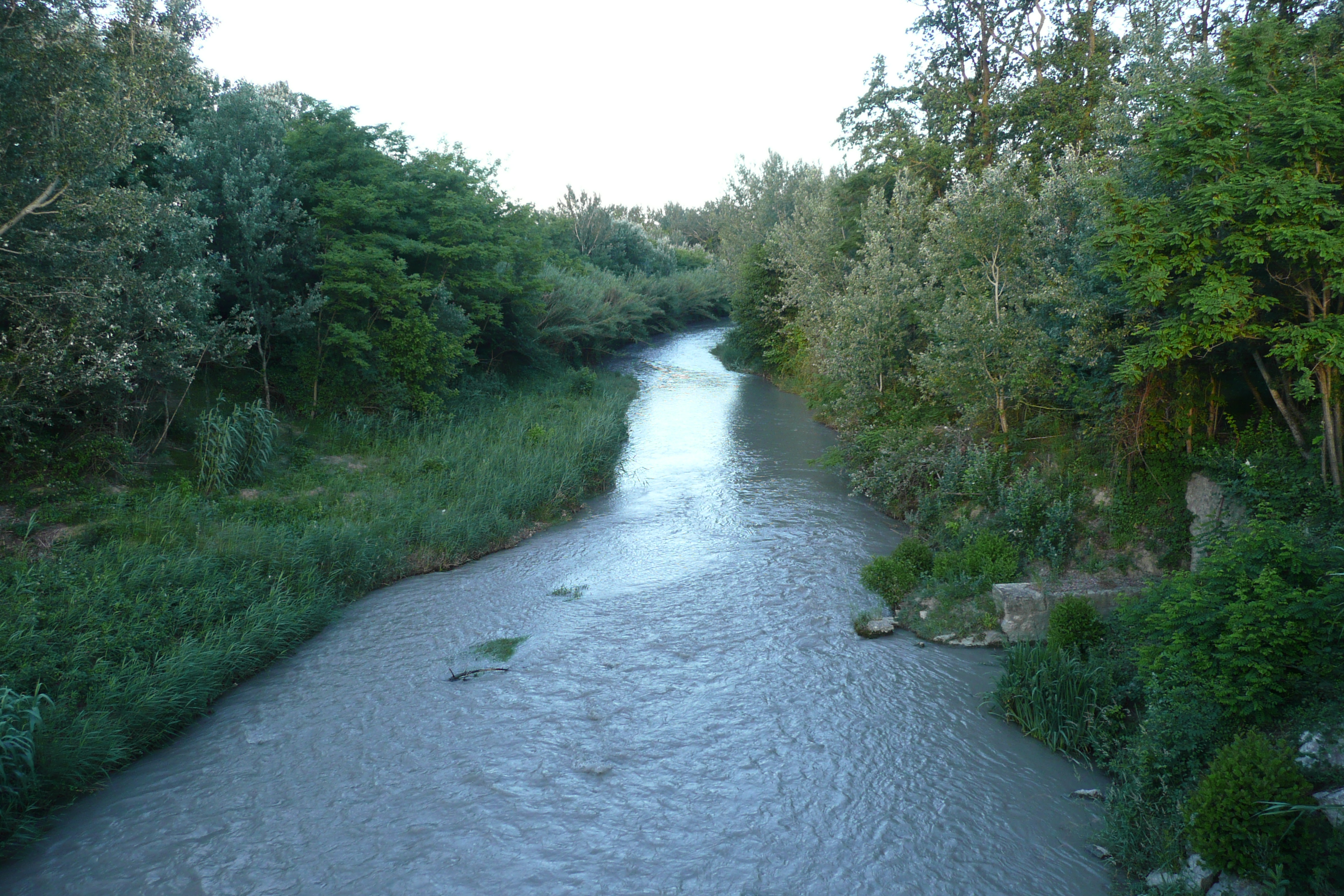
カラヴォン川

長い間、航行の危険なデュランス川に架かる橋はシストロンにしかなく、カヴァイヨンには渡し場があり船が往来していた。古くから知られる渡し船は18世紀のカッシーニ地図に示されている。1943年に渡し船は廃止された。1830年、デュランス川につり橋が架けられた。
アヴィニョンから24km離れている。A7が通っており、中心部にはフランス国鉄の駅がある。

## 歴史
カヴァイヨンに人が定住した最古の記録は先史時代にさかのぼる。カヴァイヨンの名は、サン＝ジャックの丘の上に暮らしガリアと同盟関係にあったカウァレス族（fr）にちなむ。コミューンの北にある採石場からは、井戸、貯蔵庫、墓穴が見つかった。
ローマ時代のカヴァイヨンの名は、カベリオン（Cabellion）またはパグス・カウェリクス（Pagus Cavellicus）であった。まちはドミティア街道沿いの宿場となっており、発展していった。
カヴァイヨンは4世紀より司教座が置かれていた。その後はアルル王国の一部、そしてプロヴァンス侯爵領となった。
13世紀にコミューンの名はCavalloと記されていた。
領地としてのカヴァイヨンは、カヴァイヨン司教、カヴァイヨン子爵、そしてローマ教皇庁との間で分割されていた。12世紀、トゥールーズ伯レーモン4世がプロヴァンス侯爵となると、カヴァイヨンはレーモン4世とともにアルビジョア十字軍に巻き込まれることとなり、13世紀のカヴァイヨンは教皇領となった。
教皇領（アヴィニョンとヴネッサン伯領）がフランスに併合されるフランス革命以前、カヴァイヨンはカリエール（fr）と呼ばれるユダヤ人地区（夜は往来を禁じられた）を持つ4都市（他はアヴィニョン、カルパントラ、リル＝シュル＝ラ＝ソルグ）の1つだった。
1887年11月14日、強い地震がコミューンを襲った。

## 経済
カヴァイヨンの土壌は肥沃で灌漑によって水が供給されている。メロン、リンゴ、ナシ、サクランボが栽培されている。
リュベロン山地周辺のコミューン同様、観光業が盛んである。

## 史跡
- ローマ遺跡
- ノートルダム・エ・サン＝ヴェラン教会 - 11世紀
- シナゴーグ - 18世紀

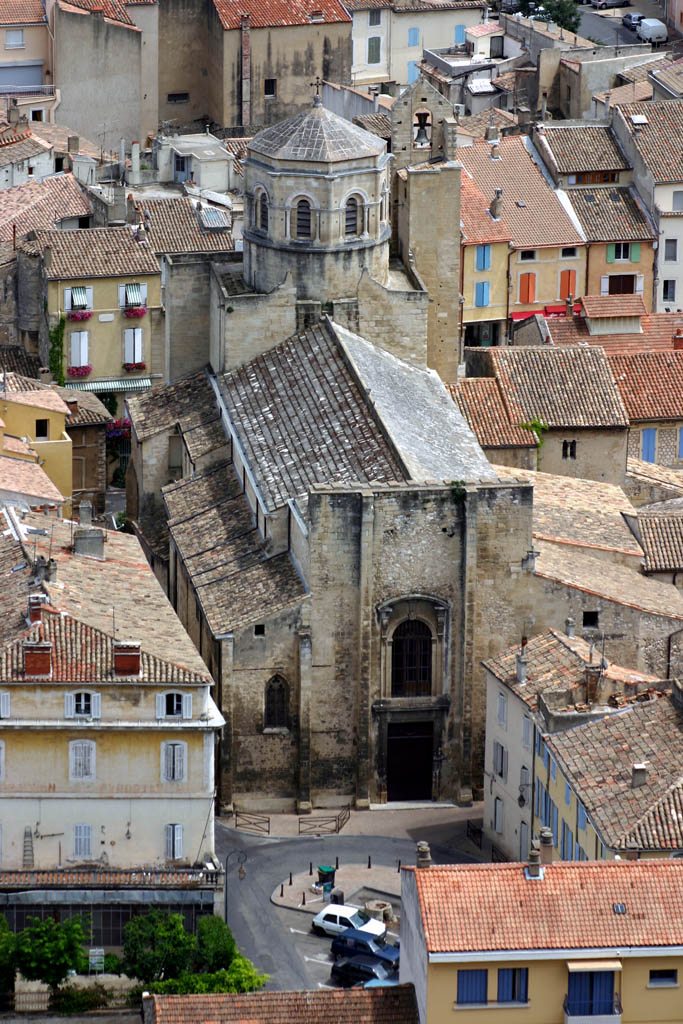
ノートルダム・エ・サン＝ヴェラン教会
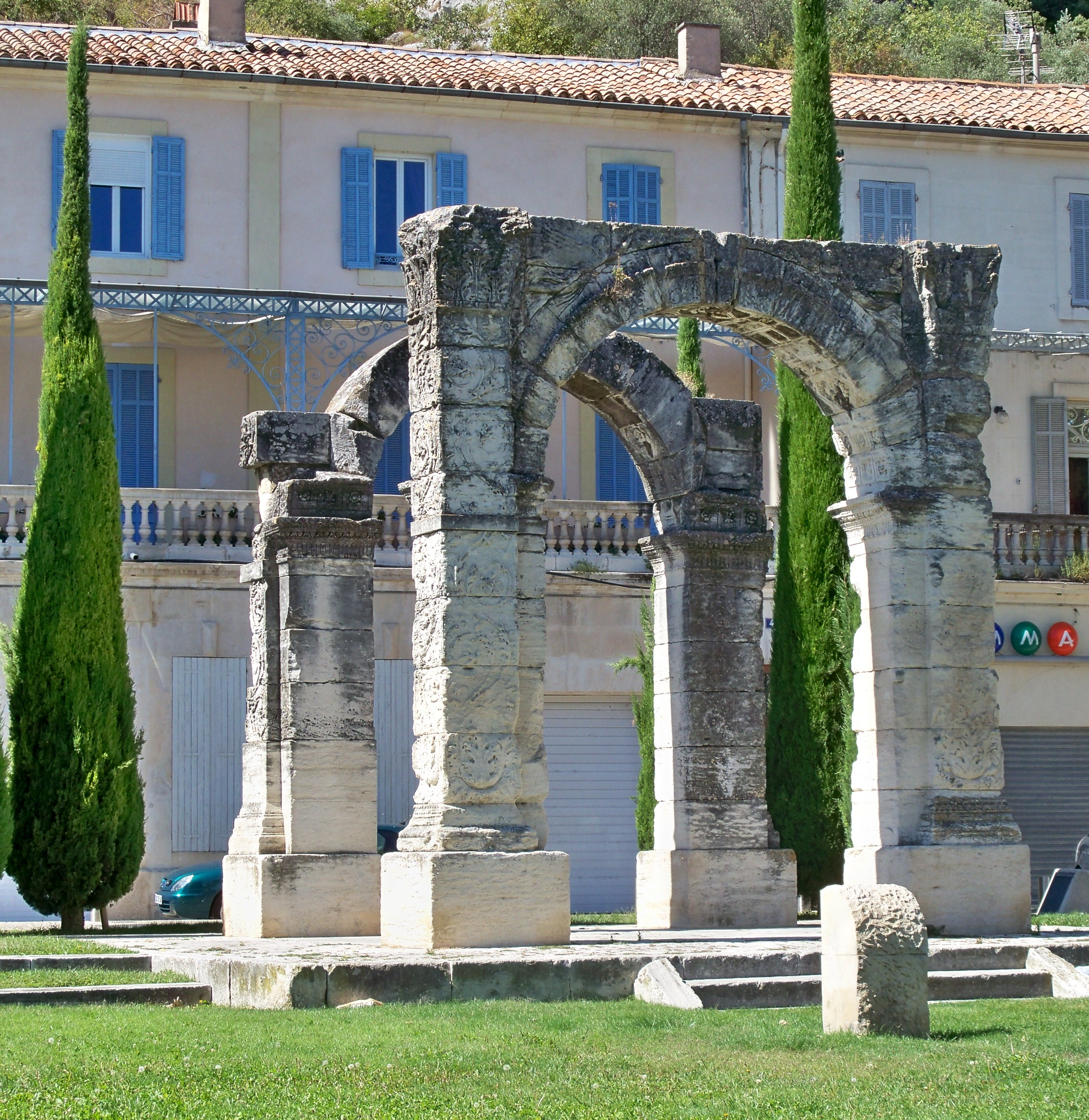
ローマ時代の凱旋門
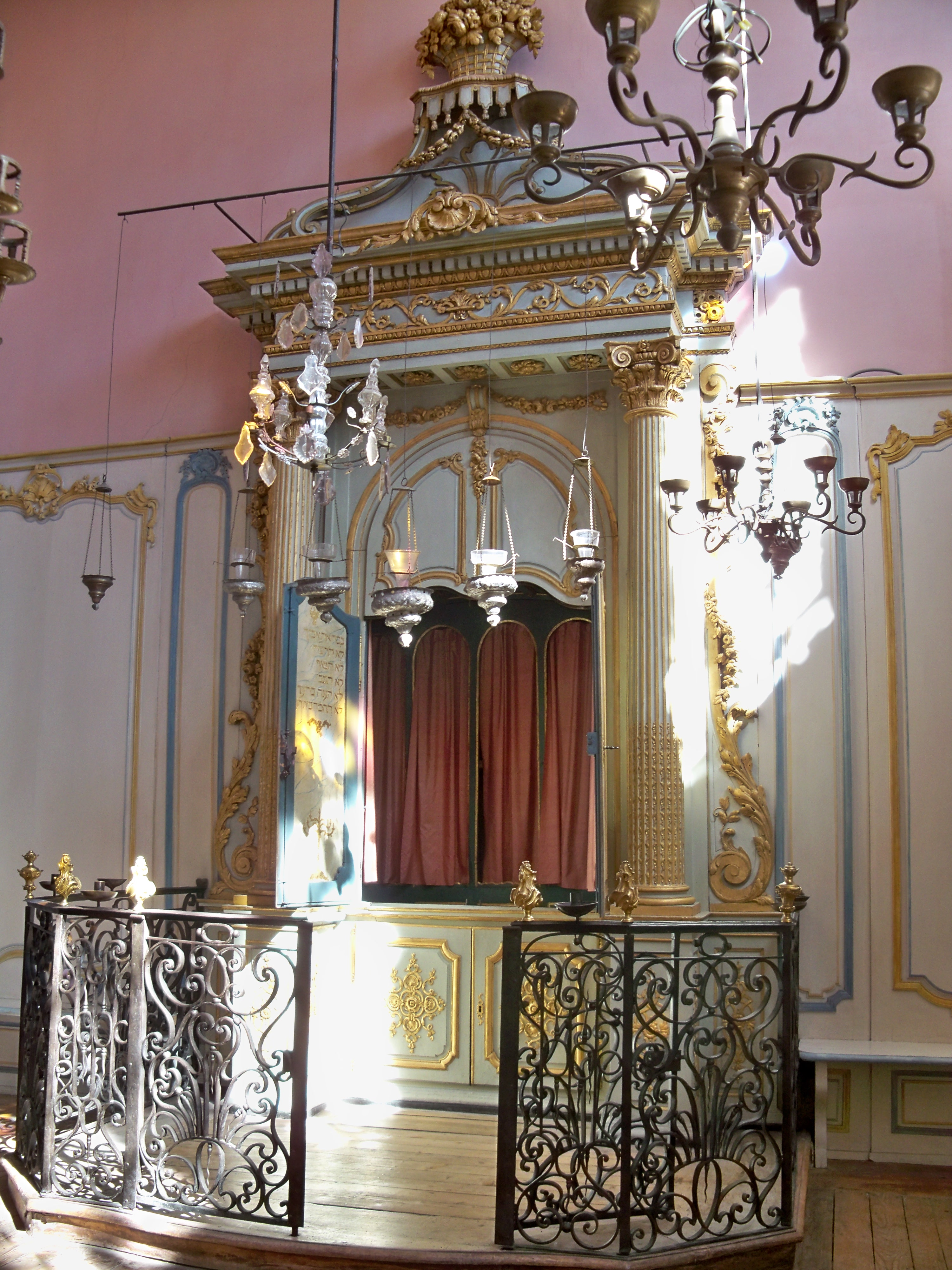
シナゴーグ

## 文化
カヴァイヨンは多くの映画の撮影地となっている。
- 「殺意の夏」（1983年）
- 「彼女の彼は、彼女」（1995年）
- 「Mr.ビーン カンヌで大迷惑?!」（2006年）

## 姉妹都市
- ヴァインハイム、ドイツ
- ランギラーノ、イタリア

## 出身者
- ピエール＝ジョゼフ・ド・エーツ - 歴史家
- ジョルダン・フェッリ - サッカー選手